# Quirlblättriger Wasserweiderich
Der Quirlblättrige Wasserweiderich (Decodon verticillatus) ist die einzige Pflanzenart aus der Gattung Wasserweiderich oder Wasseroleander (Decodon) in der Familie der Weiderichgewächse (Lythraceae).

## Merkmale
Der Quirlblättrige Wasserweiderich ist eine ausdauernde Staude mit verholzter Stängelbasis, die Wuchshöhen von 60 bis 250 Zentimeter erreicht. Die Blätter sind lanzettlich, fast sitzend, gegenständig oder quirlig und 5 bis 15 Zentimeter lang sowie 1 bis 4 Zentimeter breit. Die Kronblätter sind purpurn.
Blütezeit ist von Juli bis September.

## Vorkommen
Der Quirlblättrige Wasserweiderich kommt im warmen bis gemäßigten östlichen Nordamerika in Sümpfen und flachen Tümpeln vor.

## Nutzung
Der Quirlblättrige Wasserweiderich wird selten als Zierpflanze für Gartenteiche genutzt.

## Belege
- Eckehart J. Jäger, Friedrich Ebel, Peter Hanelt, Gerd K. Müller (Hrsg.): Rothmaler Exkursionsflora von Deutschland. Band 5: Krautige Zier- und Nutzpflanzen. Spektrum Akademischer Verlag, Berlin Heidelberg 2008, ISBN 978-3-8274-0918-8.